# ホメウ・トゥーマ

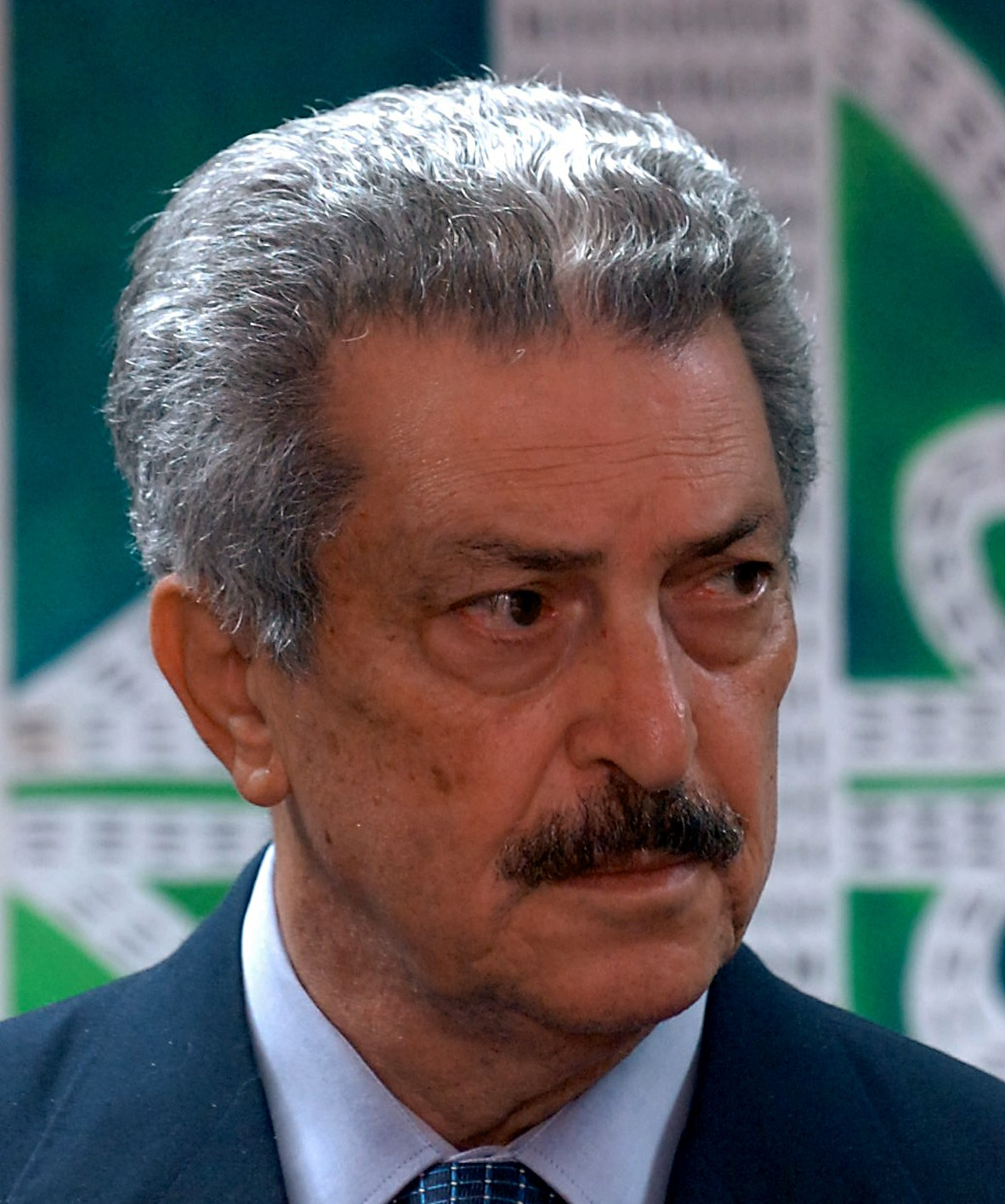
ホメウ・トゥーマ

ホメウ・トゥーマ（Romeu Tuma、1931年10月4日 - 2010年10月26日）は、ブラジルの政治家、元ブラジル連邦警察長官。
1931年10月4日にサンパウロで生まれ、9月から失声症に苦しんだ末、2010年10月26日に多臓器不全のためサンパウロのSirio-Libanês病院で死去した。